# Crayon Shin-chan - Action Kamen VS Haigure maō
Crayon Shin-chan - Action Kamen VS Haigure maō (クレヨンしんちゃん アクション仮面VSハイグレ魔王?, Kureyon Shin-chan - Akushon Kamen tai Haigure maō, letteralmente "Crayon Shin-chan - Action Kamen contro il demone Haigure") è un film d'animazione del 1993 diretto da Mitsuru Hongo.
Si tratta del primo film d'animazione basato sul manga e anime giapponese Shin Chan. Come per gli altri film basati sulla serie, non esiste un'edizione italiana del lungometraggio.

## Trama
Un esercito di alieni vuole invadere la terra e Shinnosuke vuole impedirlo. La sua unica speranza è Action Kamen, che, in un universo parallelo, è un vero supereroe. C'è però un problema: Action Kamen ha perso i suoi poteri, e toccherà quindi a Shin-chan risolvere la situazione.

## Personaggi e doppiatori
| Personaggio       | Doppiatore      |
| ----------------- | --------------- |
| Shinnosuke Nohara | Akiko Yajima    |
| Hiroshi Nohara    | Keiji Fujiwara  |
| Misae Nohara      | Miki Narahashi  |
| Masao Sato        | Mie Suzuki      |
| Nene Sakurada     | Tamao Hayashi   |
| Tōru Kazama       | Mari Mashiba    |
| Boo               | Chie Satou      |
| Midori Yoshinaga  | Yumi Takada     |
| Ume Matsuzaka     | Michie Tomizawa |
| Enchiyou          | Rokurō Naya     |
| Action Kamen      | Tesshō Genda    |

## Distribuzione

### Edizioni home video
In Giappone il film è stato distribuito in VHS il 25 aprile 1994 e in DVD il 25 novembre 2002.